# Schloss der Herzöge von Bar

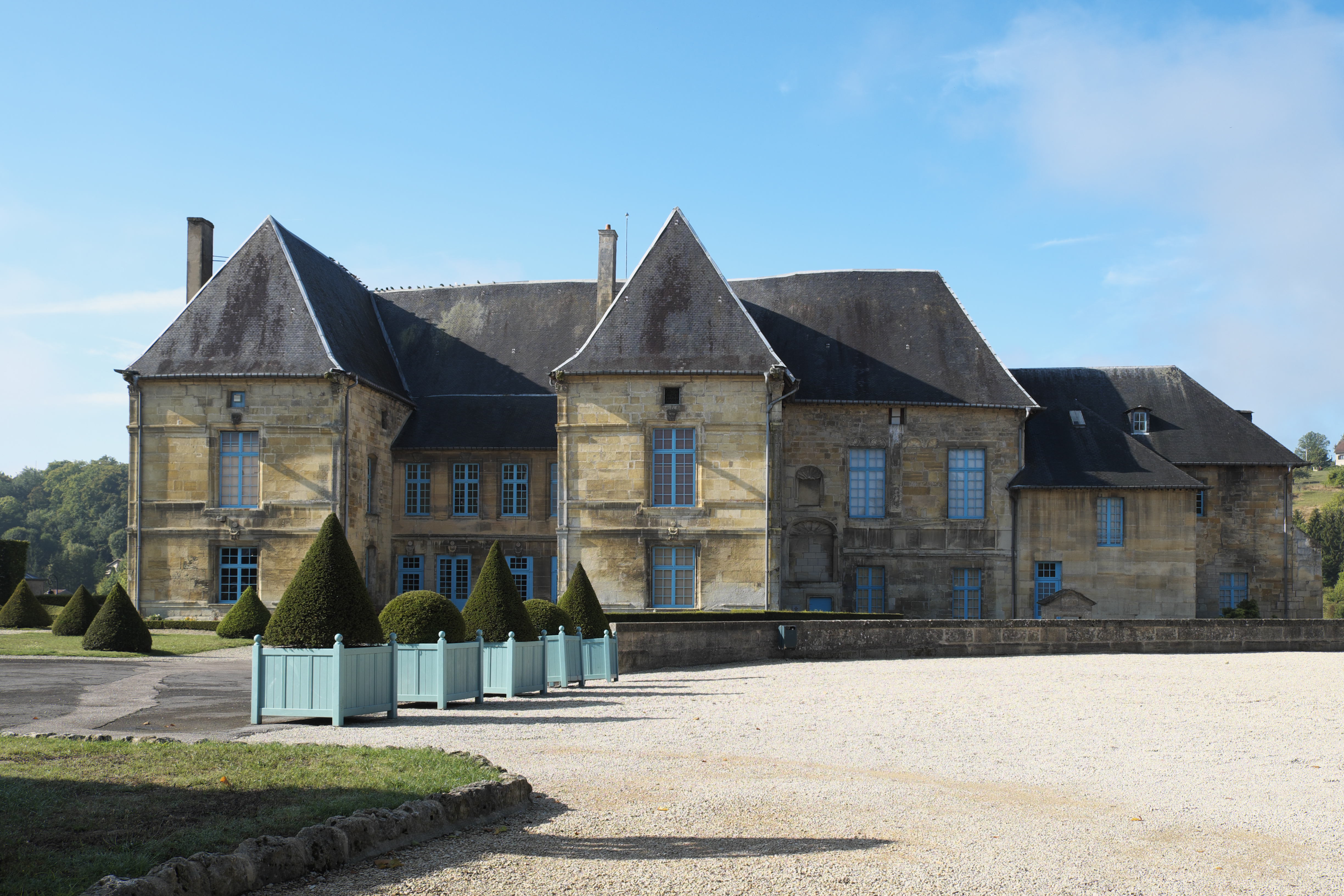
Schloss der Herzöge von Bar in Bar-le-Duc

Das Schloss der Herzöge von Bar in Bar-le-Duc, einer französischen Stadt im Département Meuse in Lothringen, wurde ursprünglich gegen Ende des 10. Jahrhunderts errichtet. Das Schloss an der Rue François-de-Guise Nr. 6 wurde 1981 als Monument historique in die Liste der Baudenkmäler in Frankreich aufgenommen.

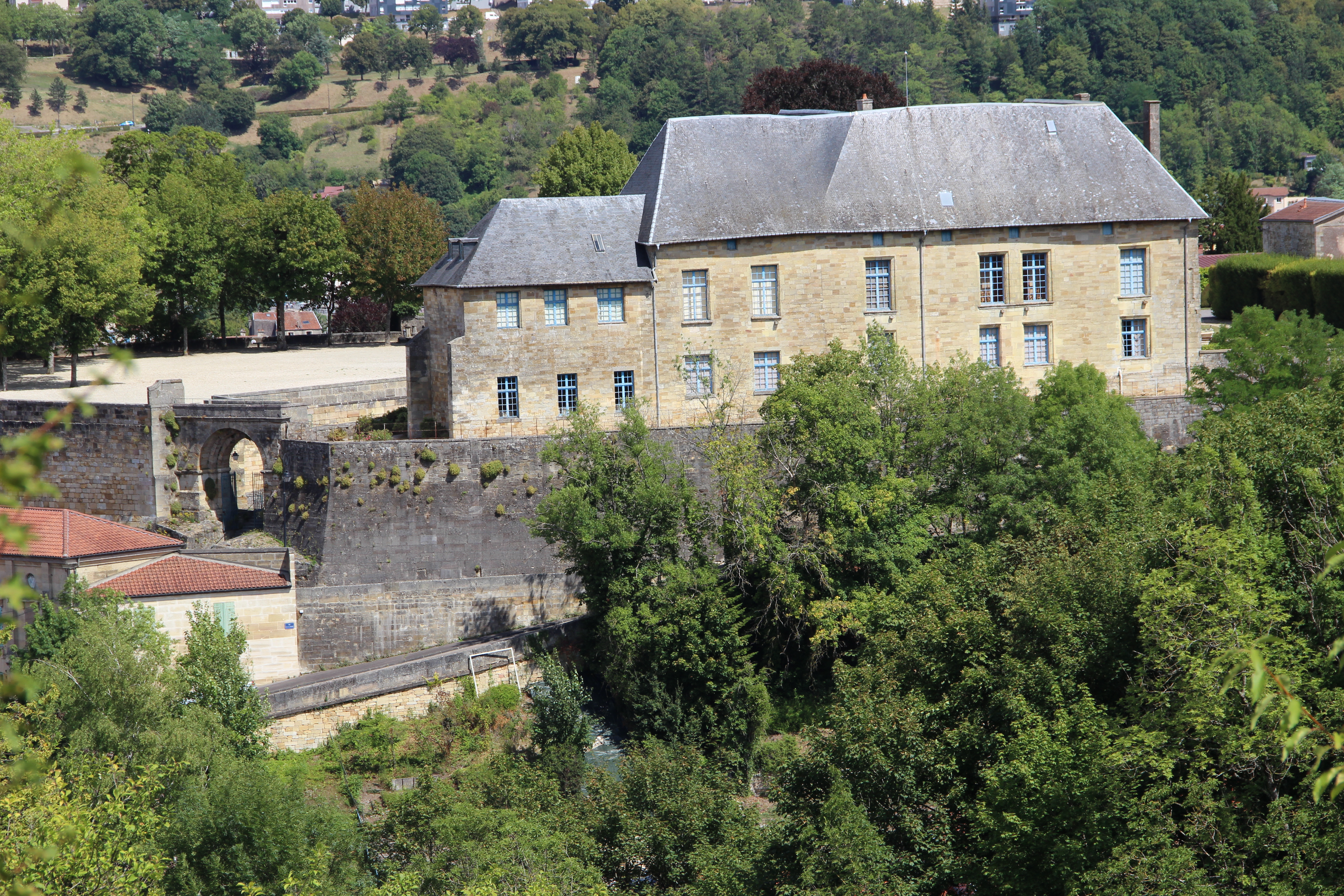

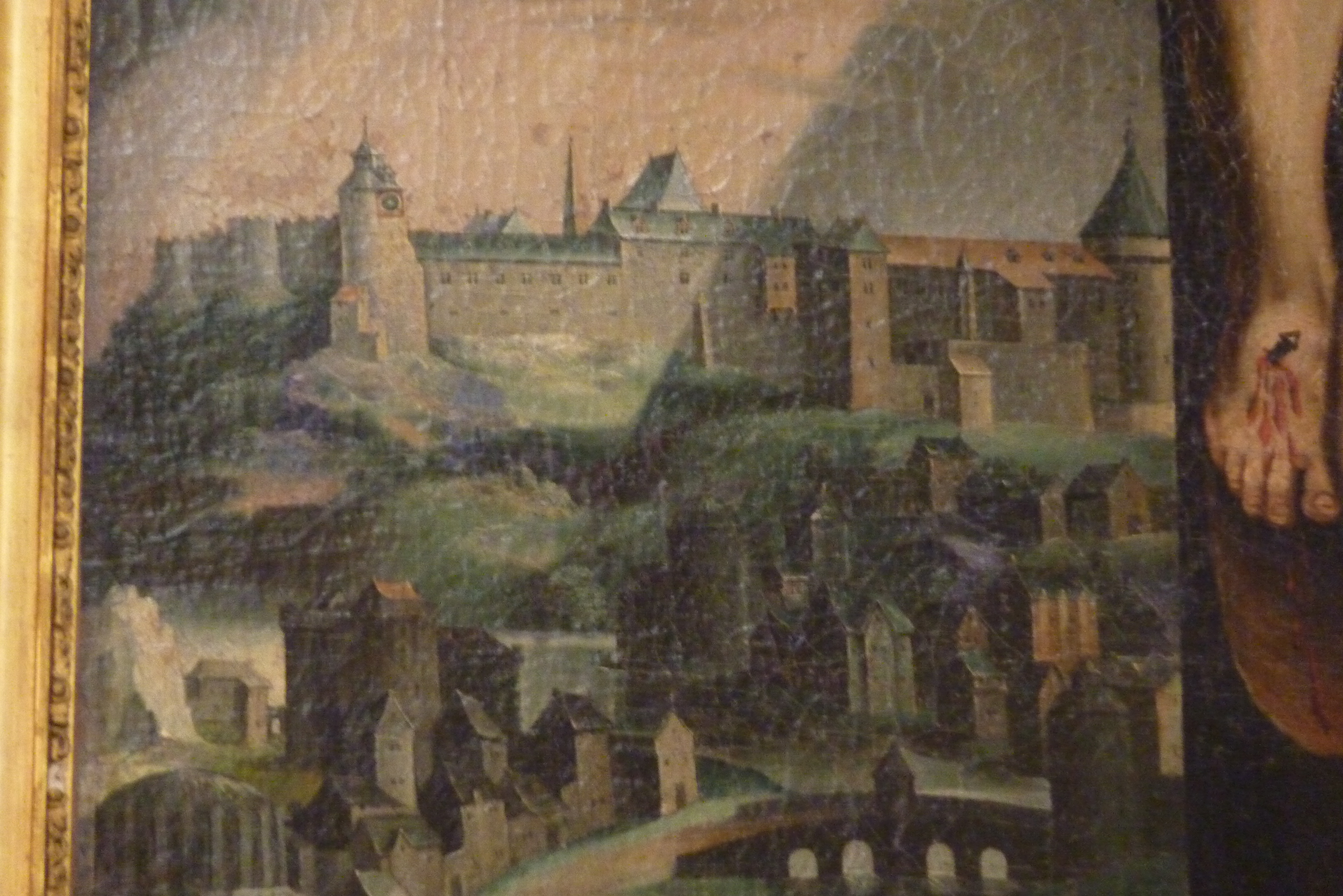
Historische Abbildung in der Kirche von Bar

Da der Herzog von Oberlothringen seine Ländereien schützen wollte, ließ er gegen Ende des 10. Jahrhunderts auf einem Felsvorsprung über dem Ornaintal eine Burg errichten. Sie wurde Sitz der Herren von Bar, die 1354 das Herzogtum Bar begründeten. Nach dem Tod des letzten Herzogs Ludwig von Bar 1430 übernahm sein Großneffe  René I. von Anjou das Herzogtum, ihm folgten seine Tochter Jolande und deren Sohn René II. aus dem Haus Châtenois. Er verfügte, dass die beiden Herzogtümer Bar und Lothringen niemals getrennt werden sollten. Die beiden Herzogtümer blieben dauerhaft in Personalunion verbunden.
Die Burg wurde mehrmals umgebaut und vergrößert und ihre Festungsmauern wurden verstärkt. Im 17. Jahrhundert wurde sie von den Truppen des französischen Königs Ludwig XIV. nahezu vollständig zerstört.
Im Jahr 1768 wurden geringe Gebäudereste unterhalb des eigentlichen Schlossplateaus für eine Spitzenfabrik hergerichtet, die bis 1832 bestand. Danach war im zweigeschossigen Gebäude eine Mädchenschule der Dominikanerinnen untergebracht, die bis zum Verbot der katholischen Schulen im Jahr 1904 bestand.
Seit 1974 ist das Musée Barrois in den Räumen des Schlosses eingerichtet.